# Broken-Hearted Girl
Singles de Beyoncé Knowles
Sweet Dreams
(2009) Video Phone
(2009)
Pistes de I Am... Sasha Fierce
Disappear Ave Maria
Broken-Hearted Girl est une chanson de la chanteuse américaine de R'n'B Beyoncé Knowles. Elle est écrite par Beyoncé, Kenneth "Babyface" Edmonds, Mikkel S. Eriksen et Tor Erik Hermansen et est également produite par Beyoncé aux côtés de l'équipe de production norvégienne Stargate. La chanson est sortie comme le septième single de son troisième album studio, I Am... Sasha Fierce.
Il avait déjà été annoncé comme le sixième single aux États-Unis et le quatrième dans le monde entier aux côtés du single uniquement sorti aux États-Unis Ego. Toutefois, à la dernière minute, Sweet Dreams est sortie à la place tandis que Broken-Hearted Girl est mis en avant comme le cinquième single à être sorti au niveau international et le septième single aux États-Unis. Ensuite, sa sortie est également reportée mais cette fois, seulement aux États-Unis, où Video Phone est sortie à la place et aux Pays-Bas, où Radio est utilisée dans différentes publicités télévisées néerlandaises pour promouvoir des stations de radio locales. La chanson est finalement sortie internationalement comme le cinquième single même s'il n'est pas sorti officiellement ni aux États-Unis ni aux Pays-Bas.
La chanson est bien accueilli par les critiques qui ont félicité la domination du piano et des cordes dans la chanson et la performance vocale de Beyoncé. Dans cette chanson, Knowles exprime la peur de l'amour et de mettre son cœur dans les mains d'un autre. La vidéo est réalisée par Sophie Muller qui a également réalisée Déjà Vu et Ring The Alarm pour Beyoncé. La vidéo montre Beyoncé sur une plage avec un homme, sans doute son petit ami, dans un thème noir et blanc. Sa première diffusion au Royaume-Uni le 19 septembre 2009 sur 4Music. Le single est inclus sur la collection CD/DVD intitulé Above and Beyoncé – Video Collection & Dance Mixes qui est sortie exclusivement chez Wal-Mart en Amérique le 16 juin 2009.
Le single réussit à atteindre le top 40 dans presque tous les pays européens et le top 20 en Australie, en Allemagne et en Irlande.

## Genèse et composition
Broken-Hearted Girl est originellement programmé comme le sixième single américain et le quatrième mondial de l'album aux côtés du single sorti uniquement aux États-Unis Ego. Toutefois, à la dernière minute, sa sortie a été annulée. Sweet Dreams est sortie à la place tandis que Broken-Hearted Girl est mis en avant comme le cinquième single à être sorti internationalement. Les deux pistes ont été prises à partir du disque Sasha Fierce, qui contraste avec les autres sorties de l'album de cet album où chaque piste est extrait de chaque disque. En juillet 2009, il est confirmé sur le site officiel de Beyoncé qu'il allait être sorti comme le septième single de l'album aux États-Unis et le cinquième single pour les marchés internationaux. La sortie américaine a ensuite été annulé, et a été remplacé par Video Phone comme le septième single aux États-Unis.
Le single est sorti physiquement en Australie le 28 août 2009,. La chanson est sortie au Royaume-Uni le 2 novembre 2009, et sa sortie coïncide avec celle de l' édition platine de l'album. Toutefois, il est diffusé pour la première fois au Royaume-Uni le 19 septembre 2009 sur 4Music. La chanson n'est pas sortie non plus aux Pays-Bas où Radio est utilisée pour différents publicités télévisées néerlandaises pour promouvoir des stations de radio locales.
Broken-Hearted Girl est une chanson R'n'B-pop mise dans une signature rythmique de 4/4 et composée dans un tempo modéré de 84 battements par minute, dans la clé de Ré mineur avec une gamme vocale qui va du Fa4 au Fa6. Elle commence comme une ballade piano et voix, et transcende ensuite dans un rythme minimaliste.

## Réception critique
Colin McGuire de Pop Matters dit que « La ballade au piano de Broken-Hearted Girl est tout simplement plus du Céline Dion que du Aretha Franklin. ». Nana Ekua Brew-Hammond de Village Voice appelle la chanson « une bande originale tirée d'une comédie romantique ». Jennifer Vineyard de MTV News complimente la domination du piano et des cordes dans la chanson et déclare « Sa voix montre de la retenue, et le chant dans un registre inférieur lui donne encore plus de puissance vocale. ». Nick Levine de Digital Spy donne au single un bilan mitigé mais positive en déclarant « il dispose d'un agréable mélange de piano en cascade et de cordes tendres, et si ça se laisse tomber un peu par la vacuité de sons de batterie, c'est toujours une  ballade pop classe et bien construite. Malheureusement, ce n'est pas tout à fait la force magnétique de ses meilleurs travaux, comme Crazy in Love, If I Were a Boy et ceux qui sont encore-sans pareille aux singles de l'ère The Writing's on the Wall / Survivor des Destiny's Child. Néanmoins, la voix remplie d'émotions offrent une preuve supplémentaire qui est que Beyoncé est l'un des meilleures chanteuses pop de sa génération. ».

## Clip vidéo
La vidéo pour le single est sortie le 16 juin 2009 sur le Above and Beyoncé - Video Collection & Dance Mixes. La vidéo est réalisée par Sophie Muller qui a déjà réalisé Déjà Vu et Ring the Alarm pour Beyoncé. Sa première diffusion au Royaume-Uni était le 19 septembre 2009 sur 4Music à 11h00.
Il montre Beyoncé en train de pleurer dans une voiture après avoir eu une dispute avec son homme. Elle est vue ensuite en train de marcher sur la plage en regardant la mer. Des scènes sont montrés et son amoureux joue sur la plage, qui semblent être des souvenirs rappelés dans la voiture. Beyoncé est vu chanter une ligne et faire une pause, comme si les paroles étaient trop douloureux à chanter. De retour dans la voiture, elle imagine tenant la main de son petit ami et une main de l'homme tenir la sienne. Pendant l'apogée, la vidéo devient en couleur, où elle est dans une robe verte avec une rose rouge. Cette scène est filmée à l'envers pour lui montrer le passé plutôt que de tirer les pétales de la rose. La vidéo retourne en noir et blanc avec quelques scènes inter-coupées avec elle et la rose en couleur avant que le clip se termine avec Beyoncé essuyant les larmes de son visage, souriant, et partant en voiture.

## Liste des pistes
| CD single Australie (Sortie: 28 août 2009), 1. Broken-Hearted Girl : 4:39 2. Broken-Hearted Girl (Catalyst Remix) : 4:46 Sortie Royaume-Uni (Téléchargement Amazon.com 30 octobre 2009) (CD Single Royaume-Uni HMV 2 novembre 2009) 1. Broken-Hearted Girl : 4:38 2. Broken-Hearted Girl (Alan Braxe Remix - Version radio) : 3:29 CD single Allemagne (Sortie: 20 novembre 2009) 1. Broken-Hearted Girl : 4:39 2. Video Phone (Remix prolongée avec Lady Gaga) : 5:04 | Téléchargement France(fr) (Sortie : 20 novembre 2009) 1. Broken-Hearted Girl : 4:37 2. Video Phone (Remix prolongée avec Lady Gaga) : 5:04 3. Poison : 4:04 Maxi single Royaume-Uni/France (Sortie : 30 octobre 2009) 1. Broken-Hearted Girl (Gareth Wyn Remix) : 6:31 2. Broken-Hearted Girl (Gareth Wyn Remix 128 BPM) : 6:48 3. Broken-Hearted Girl (Alan Braxe Remix) : 4:18 4. Broken-Hearted Girl (Alan Braxe Dub Remix) : 7:01 5. Broken-Hearted Girl (Olli Collins & Fred Portelli Remix) : 6:36 6. Broken-Hearted Girl (Version Radio) : 3:29 |

## Crédits et personnel
- Chant : Beyoncé Knowles
- Productrice exécutif : Beyoncé Knowles
- Enregistrement vocal : Jim Caruana
- Mixée par : Mark "Spike" Stent
- Assistant mixage : Matt Green
- Mastering : James Cruz, Tom Coyne
- Instrumentation : Mikkel S. Eriksen
- Ingénieur : Mikkel S. Eriksen, Jim Caruana
- Management : Tim Blacksmith
- Auteur-compositeurs : Beyoncé Knowles, Kenneth "Babyface" Edmonds, Mikkel S. Eriksen

Source: Notes du CD

## Ventes
Broken-Hearted Girl débute dans le UK Singles Chart à la 194e place peu après la sortie de I Am... Sasha Fierce. Plus d'un an plus tard, le 27 septembre 2009 quand la sortie du single était annoncé, la chanson ré-entre à la 56e position. Durant sa septième semaine dans les top 100 des singles au Royaume-Uni soit le 8 novembre 2009, Broken-Hearted Girl atteint la 27e place après la sortie physique de la chanson du 14 novembre 2009 devenant son 16e titre dans le top 30 au Royaume-Uni en tant qu'artiste solo. Il atteint également la 12e place du classement R'n'B britannique. Le single entre pour la première fois dans le top 100 du classement australien des singles le 20 septembre 2009 à la 57e position et ensuite le top 50 la semaine suivante à la 28e place. Il prend la 14e place pendant deux semaines consécutives du 11 au 24 octobre 2009,.
En Irlande, Broken-Hearted Girl débute à la 39e place le 8 octobre 2009. Le 5 novembre 2009 le single saute de 23 places pour atteindre la 20e place.
Même si elle n'est pas sortie commercialement aux États-Unis, la chanson atteint la deuxième place du Billboard Under Hot 100 Singles Chart grâce aux forts téléchargements.

## Classements
| Classement (2009)              | Meilleure position |
| ------------------------------ | ------------------ |
| Australie                      | 14                 |
| Australie (Classement urbain)  | 5                  |
| Autriche                       | 38                 |
| Belgique (Néer.)               | 7                  |
| Belgique (Fr.)                 | 9                  |
| République tchèque (Diffusion) | 15                 |
| Europe                         | 37                 |
| Allemagne                      | 14                 |
| Irlande                        | 20                 |
| Suisse                         | 79                 |
| Slovaquie (Diffusion)          | 48                 |
| Royaume-Uni                    | 27                 |
| Royaume-Uni (Classement R'n'B) | 12                 |

### Classement de fin d'année
| Classement (2009)  | Position |
| ------------------ | -------- |
| Australie (Urbain) | 37       |
| Royaume-Uni        | 189      |

## Historique des sorties
| Pays        | Date             | Format              |
| ----------- | ---------------- | ------------------- |
| Australie,  | 28 août 2009     | CD single           |
| Europe      | 30 octobre 2009  | Téléchargement - EP |
| Royaume-Uni | 2 novembre 2009  | CD single           |
| Allemagne   | 20 novembre 2009 | CD single           |